# Luigi Rovigatti
Luigi Rovigatti (Monza, 23 aprile 1912 – Roma, 13 gennaio 1975) è stato un arcivescovo cattolico italiano.

## Biografia
Nacque a Monza, allora in provincia ed arcidiocesi di Milano, il 23 aprile 1912 da una famiglia di origini ferraresi.

### Formazione e ministero sacerdotale
Nel 1930, dopo il liceo, entrò nel Pontificio Seminario Romano Maggiore ma, per motivi di salute (come Giovanni Battista Montini quindici anni prima), dovette ritornare in famiglia e là continuare la propria preparazione al sacerdozio.
Ordinato presbitero il 1º dicembre 1935, fu subito assegnato alla parrocchia romana della Natività come viceparroco, per poi svolgere (dal 1938) il servizio pastorale al Vicariato di Roma, divenuto presto un luogo di rifugio in quegli anni di persecuzioni politiche, di leggi razziali, di guerra e di deportazioni nazifasciste. In quel periodo lavorò anche nella parrocchia di Santa Lucia, accanto a don Ettore Cunial, protettore di perseguitati e "resistenti" che lo avrebbe preceduto come vescovo e come vicegerente della diocesi di Roma, in quella della Navicella sul Celio e come assistente degli scout romani, per i quali scrisse il volumetto Il Vangelo nel gran gioco.
Il 7 marzo 1947 fu nominato parroco della Natività, dove aveva svolto la sua prima esperienza pastorale e dove rimase quasi vent'anni distinguendosi come anticipatore di molte riforme conciliari, dalla liturgia alla partecipazione attiva dei fedeli, dall'istituzione dei "Gruppi del Vangelo" già negli anni cinquanta alla collaborazione dei laici, dall'organizzazione del "Fraterno Aiuto Cristiano" fondato nel 1948 da Paolo Arnaboldi per l'assistenza alla celebrazione comunitaria del battesimo, dall'abolizione di "classi" e tariffe per matrimoni e funerali all'ecumenismo. Il che spiega perché nel 1960 sia stato incluso nella ristretta commissione per la riforma liturgica, attivata da Giovanni XXIII in preparazione dell'imminente concilio.

### Ministero episcopale
Il 23 maggio 1966 papa Paolo VI lo nominò ausiliare dell'ottantenne Giulio Bianconi, ordinario di Tarquinia e Civitavecchia, nonché vescovo titolare di Segerme.
Ricevette la consacrazione episcopale il 29 giugno 1966 dal cardinale Luigi Traglia, co-consacranti l'arcivescovo Ettore Cunial e lo stesso Giulio Bianconi.
Dall'11 maggio 1968 fu anche ausiliare di Andrea Pangrazio, arcivescovo-vescovo di Porto e Santa Rufina, che, il 28 dello stesso mese, lo nominò anche vicario generale, incarichi che continuò a ricoprire anche dopo la nomina, il 30 agosto 1969 ad amministratore apostolico "sede plena" di Tarquinia e Civitavecchia.
Il 10 febbraio 1973 venne promosso arcivescovo titolare di Acquaviva, pro illa vice titolo arcivescovile, e nominato vicegerente della diocesi di Roma, accanto al pro-vicario Ugo Poletti, creato, il 5 marzo successivo, cardinale e nominato vicario generale, ma poté esercitare solo per breve tempo il suo nuovo ministero perché colpito da una malattia rapida quanto devastante. Visitato in ospedale da Paolo VI la sera del 24 novembre 1974, si spense a Roma, a sessantadue anni, il 13 gennaio 1975.
Dopo i solenni funerali, celebrati nell'Arcibasilica Lateranense, venne momentaneamente sepolto nella Cappella funeraria dei Parroci romani nel Cimitero del Verano.
Il 13 giugno 1977 riceveva definitiva sepoltura nella Chiesa della Natività in Via Gallia, di cui era stato parroco per tanti anni.

## Genealogia episcopale
La genealogia episcopale è:
- Cardinale Scipione Rebiba
- Cardinale Giulio Antonio Santori
- Cardinale Girolamo Bernerio, O.P.
- Arcivescovo Galeazzo Sanvitale
- Cardinale Ludovico Ludovisi
- Cardinale Luigi Caetani
- Cardinale Ulderico Carpegna
- Cardinale Paluzzo Paluzzi Altieri degli Albertoni
- Papa Benedetto XIII
- Papa Benedetto XIV
- Papa Clemente XIII
- Cardinale Marcantonio Colonna
- Cardinale Giacinto Sigismondo Gerdil, B.
- Cardinale Giulio Maria della Somaglia
- Cardinale Carlo Odescalchi, S.I.
- Vescovo Eugène de Mazenod, O. M. I.
- Cardinale Joseph Hippolyte Guibert, O. M. I.
- Cardinale François-Marie-Benjamin Richard
- Cardinale Pietro Gasparri
- Cardinale Francesco Marchetti Selvaggiani
- Cardinale Luigi Traglia
- Arcivescovo Luigi Rovigatti

## Opere
- Luigi Rovigatti, Il Vangelo nel gran gioco, Roma, Fiordaliso, 1947. Itinerari catechetici e spunti per attività dell'Associazione Scouts Cattolici Italiani.
- Luigi Rovigatti (con altri sette autori), Domenica. Aspetti storici, liturgici e pastorali, Milano, Opera della Regalità, 1961.